# 野辺地湾
野辺地湾（のへじわん）は、青森県にある夏泊半島と下北半島に囲まれた湾である。湾口は北に広く開けている。陸奥湾の支湾であり、1年を通じて波は穏やかである。湾内ではホタテの養殖が主として営まれている。